# 程逸
程逸（泰語： Uttaradit），或音譯作烏達臘迪，位於泰國北部，是程逸府的府都。素可泰王国時期，因為是王國的北部邊境所以引人注目。
這裡因蘭撒果而聞名。

## 交通
程逸是泰國國鐵車站之一。
17°38′N 100°06′E / 17.633°N 100.100°E